# Небеска створења
Небеска створења је новозеландски биографски психолошки драмски филм из 1994. године који је режирао Питер Џексон, по сценарију који је написао заједно са својом партнерком Френ Волш, са Кејт Винслет и Мелани Лински у главним играма у њиховим дебијима. Заснован на озлоглашеном случају убиства Паркер-Халм из 1954. у Крајстчерчу на Новом Зеланду, филм се фокусира на везу између две тинејџерке — Полин Паркер и Џулијет Халм — која кулминира убиством Паркине мајке. Догађаји у филму обухватају период од њиховог сусрета 1952. до убиства 1954. године.
Филм је приказан 1994. на 51. Међународном филмском фестивалу у Венецији, где је освојио Сребрног лава и постао један од најбоље примљених филмова године. Рецензенти су хвалили већину аспеката продукције, са посебним освртом на представе до тада непознатих Винслет и Лински, као и на Џексонову режију. Филм је номинован за Оскара за најбољи оригинални сценарио.

## Радња
Године 1952. у Крајстчерчу на Новом Зеланду, имућнија енглеска 13-годишња девојчица Џулијет Халм спријатељила се са 14-годишњом девојчицом из радничке породице, Полин Паркер, када се Џулијет пребацила у Полинину школу. Оне се везују заједничком историјом тешке дечје болести и изолованих хоспитализација, и временом развијају интензивно пријатељство. Полин се диви Џулијиној отвореној ароганцији и лепоти.
Заједно сликају, пишу приче, праве фигурице од пластелина и на крају стварају фантастично краљевство под називом Боровнија. То је радња авантуристичких романа које пишу заједно, за које се надају да ће их објавити и на крају снимити филмове у Холивуду. Временом почиње да им буде једнако стваран као и стварни свет.
Полин однос са њеном мајком Хонором постаје све непријатељскији и њих две се непрестано свађају. Ова љута атмосфера је у супротности са мирним интелектуалним животом који Џулијет дели са својом породицом. Полин већину свог времена проводи код Халмових, где се осећа прихваћено. Џулијет упознаје Полин са идејом „Четвртог света“, раја без хришћана где се славе музика и уметност. Џулијет верује да ће отићи тамо када умре. Поједини глумци и музичари имају статус светаца у овом загробном животу, попут певача Марија Ланце, којим су обе девојке опседнуте.
Током једнодневног излета у Порт Леви, Џулијетини родитељи најављују да одлазе и планирају да оставе Џулијет. Њен страх да остане сама чини је хистеричном, што је кулминирало њеним првим директним искуством Четвртог света, доживљавајући га као земљу у којој је све лепо и где је она безбедна. Она моли Полин да пође са њом, а свет који Џулијет види постаје видљив и Полин. Ово је представљено као заједничка духовна визија, потврда њиховог веровања у „четврти свет“, која утиче на преовлађујућу стварност девојчица и утиче на њихову перцепцију догађаја у свакодневном свету.
Џулијети је дијагностикована туберкулоза и послата је на клинику. Полин је пуста без ње, а њих две започињу интензивну преписку, пишући не само као оне саме, већ и у улогама краљевског пара Боровније. За то време Полин започиње сексуални однос са комшијом, због чега је Џулијет љубоморна. За обе, њихов живот из маште постаје користан бег када су под стресом у стварном свету, а њих две се упуштају у све насилније, чак и убилачке фантазије о људима који их тлаче. После четири месеца, Џулијет пуштају са клинике и њихова веза се интензивира. Џулијетин отац за интензитет везе криви Полин и разговара са њеним родитељима, који је воде лекару. Доктор сумња да је Полин хомосексуалне оријентације, и сматра да је то узрок њеног све већег беса на мајку, као и њеног драматичног губитка тежине.
Џулијет хвата своју мајку у афери са једним од њених психијатријских клијената и прети да ће рећи оцу, али јој мајка каже да он зна. Убрзо након тога, њих двоје објављују своју намеру да се разведу, што је узнемирило Џулијет. Убрзо је одлучено да ће породица напустити Крајстчерч, а Џулијет ће остати код рођака у Јужној Африци. Она постаје све хистеричнија при помисли да напусти Полин, а две девојке планирају да побегну заједно. Када тај план постане немогућ, њих две деле каду и причају о убиству Полинине мајке јер је виде као главну препреку да буду заједно.
Како се ближи датум Џулијетиног одласка, одлучено је да две девојке проведу заједно последње три недеље у њеној кући. На крају тог времена, Полин се враћа кући и њих двоје финализирају планове за убиство. Хонора планира путовање за њих троје у парк Викторија, а девојке одлучују да ће то бити тај дан. Џулијет крије сломљени комад цигле у својој торби и Полин га ставља у стару чарапу пре него што крену на пут. Након што су попиле чај, њих три ходају стазом низ стрму падину. Када се Хонора сагне да покупи ружичасти шарм који су девојке намерно испустиле, Џулијет и Полин је туку на смрт циглом.
У пост-скрипту се објашњава да су Полин и Џулијет ухапшене убрзо након убиства. Хонора се никада није легално удала за свог мужа. Пошто су девојке биле премладе да би се суочиле са смртном казном, обе су осуђене на пет година затвора. Пуштене су одвојено, а неки извори су рекли да је услов да се више никада не виде.

## Улоге
- Кејт Винслет као Џулијет Халм
- Мелани Лински као Полин Паркер
- Сара Пирс као Хонора Паркер
- Дајана Кент као Хилда Халм
- Клајв Мерисон као др Хенри Халм
- Сајмон О’Конор као Херберт Рипер
- Џед Брофи као Џон
- Питер Елиот као Бил Пери
- Гилберт Голди као др Бенет
- Елизабет Мади као госпођица Волер

## Производња

### Развој
Френ Волш је предложила Питеру Џексону (који је био познат по филмовима хорор-комедије) да напишу филм о озлоглашеном убиству Паркер-Халм. Џексон је идеју пренео свом дугогодишњем сараднику, продуценту Џиму Буту (који је умро после снимања). Тројица филмаша одлучили су да филм треба да исприча причу о пријатељству између две девојке, а не да се фокусира на убиство и суђење. „Пријатељство је углавном било богато и награђивано, и ми смо се трудили да то испоштујемо у филму. Била нам је намера да снимимо филм о пријатељству које је пошло наопако“, рекао је Питер Џексон.
Волш је била заинтересована за случај још од раног детињства. „Први пут сам на њега наишла касних шездесетих када сам имала десет година. The Sunday Times је причи посветио читаве две странице са пратећом илустрацијом две девојчице. Била сам запањена описом мрачног и мистериозног пријатељства које је постојало између њих - јединственошћу света који су две девојке створиле за себе."
Џексон и Волш су истраживали причу читајући савремене новинске извештаје о суђењу. Одлучили су да су сензационални аспекти случаја који је 1954. толико узнемирио читаоце новина далеко од приче коју су Џексон и Волш желели да испричају. „Педесетих година 20. века, Полин Паркер и Џулијет Халм су жигосане као вероватно најзлобније жене на свету. Оно што су урадиле изгледало је као да је било без рационалног објашњења, а људи су могли само да претпоставе да нешто страшно није у реду са њиховим умовима“, наводи Џексон. Да би на екран приказали хуманију верзију догађаја, филмски ствараоци су кренули у потрагу широм земље за људима који су имали блиске везе са Полин Паркер и Џулијет Халм четрдесет година раније. Ово је укључивало проналажење и интервјуисање седамнаест њихових бивших другарица из разреда и наставника из средње школе за девојке Крајстчерча. Поред тога, Џексон и Волш су разговарали са комшијама, породичним пријатељима, колегама, полицајцима, адвокатима и психолозима. Џексон и Волш су такође читали Полинин дневник, у који је она свакодневно уносила информације о свом пријатељству са Џулијет Халм и догађајима током њихове везе. Из дневничких записа постало је очигледно да су Полин и Џулијет биле интелигентне, маштовите, прогнане младе жене које су поседовале зао и помало непоштен смисао за хумор. У филму, сви Полинини гласови су одломци из њених записа у дневнику.

### Кастинг
Улога Полин је постављена након што је Волш извиђала школе широм Новог Зеланда како би пронашла девојку 'сличну' Полин. Имала је проблема да пронађе глумицу која личи на Полин и која је имала глумачки таленат пре него што је открила Мелани Лински. Кејт Винслет је била међу 175 девојака које су биле на аудицији за филм, а изабрана је након што је импресионирала Џексона интензитетом који је унела у своју улогу.

### Главна фотографија
Цео филм је снимљен на локацији у Крајстчерчу на Јужном острву Новог Зеланда 1993. године. Наведено је да је Џексон рекао: „Небеска створења су заснована на истинитој причи, и зато сам сматрао да је важно снимати филм на локацијама где збили су се стварни догађаји.“

### Пост продукција
Визуелним ефектима у филму се бавила тада новостворена Вета Дигитал. Фантастичан живот девојчица и "боровњанских" статиста (ликове које су девојке измишљале) надгледао је Ричард Тејлор, док је дигиталне ефекте надгледао Џорџ Порт. Тејлор и његов тим конструисали су преко 70 костима од латекса у пуној величини да би представљали „боровњанску“ гомилу — фигуре од пластелина које насељавају Полин и Џулијетин магични свет фантазије. Филм садржи преко тридесет снимака којима се дигитално манипулисало, у распону од морфолошког врта „Четвртог света“, преко двораца у пољима, до секвенци са „Орсоном Велсом“ (које игра Жан Герен).

### Музика
1. "Just a Closer Walk with Thee"
2. "Be My Love" – Марио Ланца
3. "The Donkey Serenade" – Марио Ланца
4. "(How Much Is) That Doggie in the Window?" – Боб Мерил; извели глумци
5. "Funiculì, Funiculà" – Марио Ланца
6. "E lucevan le stelle" из Тоска од Ђакома Пучинија
7. "The Loveliest Night of the Year" – Марио Ланца
8. "Sono Andati" из Боеми од Ђакома Пучинија; извела Кејт Винслет
9. "The Humming Chorus" из Мадам Батерфлај оД Ђакома Пучинија
10. "You'll Never Walk Alone" – Марио Ланца

## Пријем

### Критички одговор
Небеска створења су добила широку критику. Агрегатор рецензија Rotten Tomatoes даје филму оцену од 93% на основу 56 рецензија, са просечном оценом 8,10/10. Критички консензус сајта гласи: „Мрачна, елегантна и задивљујућа, Небеска створења сигнализирају и повољан деби Кејт Винслет и долазак Питера Џексона као више од култног редитеља.“ На Metacritic-у, филм има партитуру од 86 од 100 на основу критика 31 критичара, што указује на „универзално признање“.
Ник Хајмен, који је писао за Metacritic, сматрао је да је Форест Гамп из 1994. године, награђен Оскаром, био једнако париран са "Незаборавним филмовима који нису номиновани за најбољи филм", укључујући Небеска створења, за које је Хајман рекао, "маестралан спој фантастичних визија Питера Џексона и срцепарајућа трагедија убиства у стварном животу вероватно никада није била на врху."
Овен Глејберман, који је писао за Entertainment Weekly, дао је филму оцену Б+ и рекао: „Смештена у раним 50-им, у новозеландском селу Крајстчерч, ова зрела халуцинација филма – рапсодија у љубичастој боји – снимљена је на сунцу, бојом натопљене бомбоне која му даје надреалну јасноћу сна... Постоји нешто охрабрујуће у начину на који Небеска створења служе фантазијама својих хероина буквално грубом силом." Глејберман се жали да Џексон никада није објаснио „зашто су се две девојке метаморфозовале у тинејџерски одговор из 50-их на Леополда и Леба“, али закључује: „Ипак, ако ужици Небеских створења остану пркосно на површини, на том нивоу филм је заслепљујући."

### Благајна
Небеска створења су имала ограничен успех на благајнама, али су се одлично представила у разним земљама, укључујући Сједињене Државе, где је филм зарадио укупно 3.049.135 долара током ограничене серије у 57 биоскопа; зарадио је 5.438.120 долара широм света. У САД се појавио на два екрана у Њујорку и имао је највећу зараду по екрану током викенда са просечном зарадом од 15.796 долара, а са зарадом од 41.323 долара у првих 5 дана.

### Признања
Филм Небеска створења је био номинован за Оскара 1994. за најбољи оригинални сценарио и освојио је награду за најбољу британску глумицу на 1. додели награда Емпајер. Наступио је на бројним међународним филмским фестивалима и добио је веома добре критике широм света. Miramax International је веровао да ће пријем на Филмском фестивалу у Кану учинити филм привлачнијим него што је већ био.
Филм је доспео на листу десет најбољих у години у Time, The Guardian, The Sydney Morning Herald, и The New Zealand Herald. Појављује се у Шнајдеровој књизи 1001 филм који морате видети пре него што умрете.
Филм је такође био изузетно добар на новозеландским филмским и телевизијским наградама 1995. године.

#### Листе на крају године
- 3. – Кевин Томас, Los Angeles Times[13]
- 5. – Кенет Туран, Los Angeles Times[13]
- 5. – Јардена Арар, Los Angeles Daily News[14]
- 9. – Десон Хау, The Washington Post
- 9. – Глен Ловел, San Jose Mercury News[15]
- Топ 10 (наведено по абецедном реду, а не рангирано) – Мат Золер Сец, Dallas Observer[16]
- Топ 10 (наведено по абецедном реду, а не рангирано) – Еленор Рингел, The Atlanta Journal-Constitution[17]
- Топ 10 (наведено по абецедном реду, а не рангирано) – Стив Мареј, The Atlanta Journal-Constitution[17]
- Топ 10 (наведено по абецедном реду, а не рангирано) – Боб Рос, The Tampa Tribune[18]
- Топ 10 (није рангирано) – Бетси Пикл, Knoxville News-Sentinel[19]
- Почаст – Мајкл Милс, The Palm Beach Post[20]
- Почаст – Мајкл МекКембриџ, Austin American-Statesman[21]
- Почаст – Џеф Сајмон, The Buffalo News[22]

### Кућни медији
Године 1996. филм је објављен на видео касети и на ласерском диску у првобитном трајању од 99 минута. Године 2002., филм је добио ДВД издања у Региону 1 и Региону 4 у „неискосаној верзији“ која је трајала 109 минута. Регион 2 је објавио оригиналну 99-минутну биоскопску верзију.

## Награде
| Институција                                         | Година | Категорија                                 | Номиновани                          | Резултат    | Реф.   |
| --------------------------------------------------- | ------ | ------------------------------------------ | ----------------------------------- | ----------- | ------ |
| Академија филмских уметности и наука                | 1995   | Најбољи оригинални сценарио                | Питер Џексон, Френ Волш             | Номинација  | [ 23 ] |
| Удружење филмских критичара Чикага                  | 1995   | Најбољи страни филм                        | Небеска створења                    | Номинација  | [ 24 ] |
| Међународни филмски фестивал у Чикагу               | 1994   | Најбоља особина                            | Питер Џексон                        | Номинација  | [ 24 ] |
| Награде Емпајер                                     | 1996   | Најбоља британска глумица                  | Кејт Винслет                        | Освојено    | [ 25 ] |
| Међународни фестивал фантастичног филма у Жерармеру | 1995   | Гран при                                   | Питер Џексон                        | Освојено    |        |
| Лондонски круг филмских критичара                   | 1996   | Режисер године                             | Питер Џексон                        | Освојено    |        |
| Лондонски круг филмских критичара                   | 1996   | Најбоља британска глумица                  | Кејт Винслет                        | Освојено    |        |
| Лондонски круг филмских критичара                   | 1996   | Филм године                                | Небеска створења                    | Номинација  |        |
| Удружење филмских критичара Лос Анђелеса            | 1994   | Најбољи филм                               | Небеска створења                    | Друго место |        |
| Национални одбор за ревизију                        | 1994   | Топ 10 филмова                             | Небеска створења                    | Освојено    | [ 26 ] |
| Новозеландске филмске и телевизијске награде        | 1995   | Најбоља глумица                            | Мелани Лински                       | Освојено    |        |
| Новозеландске филмске и телевизијске награде        | 1995   | Најбоља споредна глумица                   | Сара Пирс                           | Освојено    |        |
| Новозеландске филмске и телевизијске награде        | 1995   | Најбољи страни извођач                     | Кејт Винслет                        | Освојено    |        |
| Новозеландске филмске и телевизијске награде        | 1995   | Најбољи режисер                            | Питер Џексон                        | Освојено    |        |
| Новозеландске филмске и телевизијске награде        | 1995   | Најбоља филмска музика                     | Питер Дасен                         | Освојено    |        |
| Новозеландске филмске и телевизијске награде        | 1995   | Најбоља монтажа                            | Џејми Селкирк                       | Освојено    |        |
| Новозеландске филмске и телевизијске награде        | 1995   | Најбољи саундтрек                          | Мајк Хопкинс, Грег Бел, Мајкл Хеџес | Освојено    |        |
| Новозеландске филмске и телевизијске награде        | 1995   | Најбољи дизајн                             | Грант Мејџор                        | Освојено    |        |
| Новозеландске филмске и телевизијске награде        | 1995   | Најбољи допринос дизајну                   | Џорџ Порт, Ричард Тејлор            | Освојено    |        |
| Новозеландске филмске и телевизијске награде        | 1995   | Најбоља кинематографија                    | Алун Болинџер                       | Номинација  |        |
| Филмски фестивал у Торонту                          | 1994   | Метро Медија награда                       | Питер Џексон                        | Освојено    |        |
| Филмски фестивал у Венецији                         | 1994   | Сребрни лав                                | Питер Џексон                        | Освојено    |        |
| Награде Удружења писаца Америке                     | 1995   | Најбољи сценарио написан директно за екран | Питер Џексон, Френ Волш             | Номинација  |        |